# سوسی ایر

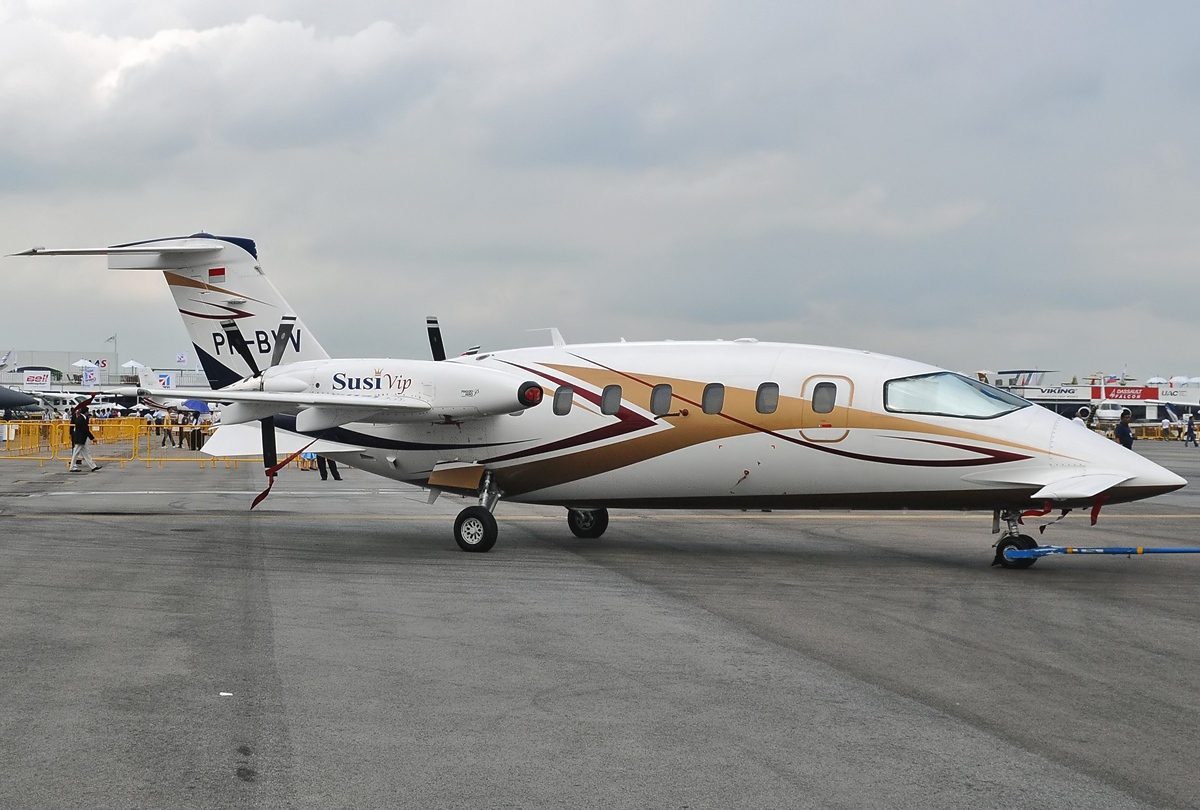
سوسی ایر

سوسی ایر (به انگلیسی: Susi Air) یک شرکت هواپیمایی با کد یاتا SI است که در تاریخ ۲۰۰۴ میلادی تأسیس شده است.
دفتر مرکزی سوسی ایر در جاوه غربی، اندونزی واقع شده‌است  و به ۱۶۸ مقصد، پرواز مستقیم انجام می‌دهد.